# اگاگالون
اگاگالون (به انگلیسی: Aghagallon) یک روستا در بریتانیا است که در شهرستان انتریم واقع شده‌است. اگاگالون ۸۲۴ نفر جمعیت دارد.